# Josef Lugert
 (juillet 2024).
Josef Lugert, né le 30 octobre 1841 à Frohnau et mort le 24 juillet 1936 à Prague, est un compositeur et pédagogue musical tchèque originaire de la Bohême.

## Biographie
Josef Lugert étudie l'orgue à Prague. Il enseigne au Conservatoire de Prague à partir de 1868.
Il fonde plusieurs écoles pour les instrumentistes de province.
Il écrit notamment une symphonie et de la musique de chambre. Il publie aussi un manuel, le Musikalische Formenlehre, ainsi que plusieurs ouvrages à destination pédagogique.